# Le bolle di sapone
Le bolle di sapone è un cortometraggio muto del 1911.
Si tratta della prima pellicola che ha per protagonista la piccola Maria Bay, destinata in breve ad affermarsi come la più famosa attrice bambina del cinema italiana degli esordi. Secondo le convenzioni del tempo, che affidavano agli attori bambini ruoli indifferentemente maschili e femminili, Bay recita qui la parte (maschile) di un bambino dispettoso che però alla fine si pente delle sue cattiverie e promette che d'ora in poi aiuterà sempre la propria povera mamma vedova.
Il regista non è accreditato e anche degli altri interpreti non si conosce l'identità, con l'eccezione di Ernesto Vaser.

## Trama
Un bambino compie ogni sorta di monellerie per la disperazione della propria povera madre vedova che lavora tutto il giorno per guadagnare da vivere. Anche dopo che un poliziotto lo ha ricondotto a casa dalla madre, continua a mostrarsi insensibile ad ogni rimprovero. Sottratta da pipa ad un altro bambino che vi faceva bolle di sapone, il monello trionfante vi soffia una bolla ma in essa vede apparire la visione di sua madre, che giace a letto malata, implorandolo di essere buono e di salvarla dalla morte di un cuore spezzato. La stessa visione si ripete due volte. Alla fine il bambino, commosso fino alle lacrime, si precipita a casa e gettandosi ai piedi della madre le promette di essere sempre buono e di non causarle più alcun dolore.

## Produzione
Il film fu prodotto in Italia nel 1911 dalla Società Anonima Ambrosio.

## Distribuzione
Nel maggio 1911 il film fu distribuito dalla Società Anonima Ambrosio nelle sale italiane e tedesche e dalla Motion Picture Distributors and Sales Company in quelle degli Stati Uniti. A livello internazionale il film è conosciuto con il titolo Air Bubbles.